# 比特垃圾桶
比特垃圾桶（英語：bit bucket）或比特桶是计算机行话，指丢失的计算机数据所在的地方。如果数据因传输错误或者系统崩溃丢失，或者其他在任何意义上以任何形式而丢失，就可以说数据被丢进了比特垃圾桶，一个存储着所有丢失地计算机数据的神秘地点，例如：
一个无法通过奇偶校验的错误字节，会被粗暴地丢进比特垃圾桶，一个计算机中的废纸篓。——Erik Sandberg-Diment，《纽约时报》，1985年6月9日。
价值数百万美元的时间和研究数据进了比特垃圾桶？——W. Paul Blase，《华盛顿邮报》，1990年2月17日。

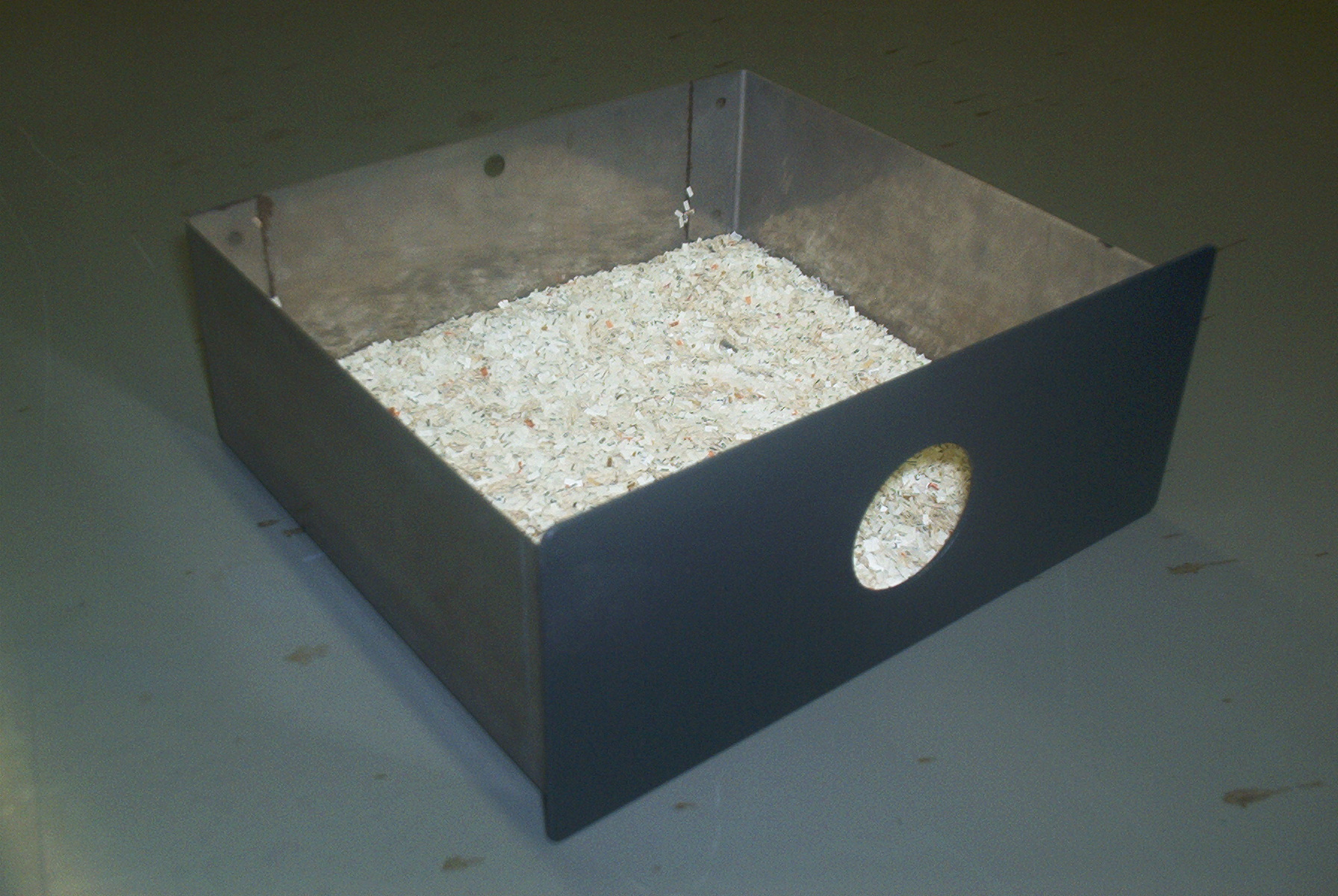
纸片接收器（或者“比特垃圾桶”），存储着UNIVAC计算机打孔卡片的碎纸。

比特垃圾桶的原始含义是一个电传打字机或者IBM打孔卡片机器上的盒子，用来收集来自纸带或者打孔卡片的纸屑。随后变为了一个形容一切无用数据所去地点的术语，这就是空设备，一个计算机中很有用的概念。
有时，这样的设备也戏仿八十年代一次写入多次读取（英语：Write Once Read Many，缩写：WORM）的磁光碟而被称为“一次写入永不读取”（英语：Write Once Read Never，缩写：WORN）设备。在Signetics公司1972年一篇玩笑数据手册中，一次写入永不读取设备随先进不出队列和只写存储器而一同被提出。在1988年愚人节出版的《Compute!》杂志中，雅达利BASIC语言的作者Bill Wilknson则披露，雅达利在Atari 800系列计算机的操作系统中，作为程序彩蛋实现了一次写入永不读取设备。
在编程语言中，这个术语则指一种不会被诸如中央处理器或内存使用，而丢弃向其写入的一些数据的比特流。例如，在.NET框架中则是System.IO.Stream.Null。

## 编程语言
C++11 中提供了std::ignore，其operator=是空操作、即丢弃对其所做的任何赋值，作为占位符搭配std::tie使用。例：
```
#include
 
<tuple>

struct
 
S
{

public
:

  
bool
 
b
;

  
int
 
i
;

  
std
::
string
 
str
;

};

S
 
fn
(
void
){...};

bool
 
b
;

int
 
i
;

std
::
tie
(
b
,
 
i
,
 
std
::
ignore
)
=
fn
();

```

如果不这样，那么需要用一个对象来接住返回值：
```
S
 
sRet
=
fn
();

b
=
sRet
.
b
;

i
=
sRet
.
i
;

```

多了两行代码。